# Paolo Sacchetti
Paolo Sacchetti (Cesenatico, 27 aprile 1965) è un ex calciatore italiano, di ruolo centrocampista.

## Carriera
Ha ottenuto la sua unica presenza in Serie A con la maglia della Reggiana, società debuttante nel primo livello del campionato italiano, subentrando al 68' della trasferta sul campo della Juventus del 19 settembre 1993 (5ª giornata), conclusasi sul punteggio di 4-0 in favore della formazione torinese.
Ha totalizzato altresì 107 presenze in Serie B, 130 in Serie C1 e 174 in Serie C2.

## Palmarès

### Club

#### Competizioni nazionali
- Serie B: 1

Reggiana: 1992-1993
- Serie C1: 1

Bologna: 1994-1995

#### Competizioni internazionali
- Coppa Anglo-Italiana: 1

Modena: 1982